# Johann Georg von Forster
Johann Georg von Forster (* 20. Juni 1784 in Schwabach, Markgrafschaft Ansbach; † 26. Juli 1851 in Miesbach, Oberbayern) war ein deutscher Ministerialbeamter in Bayern.

## Leben
Als Sohn des Schuhmachermeisters Johann Caspar Forster besuchte Johann Georg das Gymnasium Carolinum (Ansbach). Er immatrikulierte sich am 20. Oktober 1802 an der Universität Erlangen für Rechts- und Kameralwissenschaften und wurde Michaelis 1802 Mitglied des Corps Onoldia.  Als
Auskultator kam er 1806 an die (noch preußische) Ansbachische Kriegs- und Domänenkammer. Nachdem er den  Staatskonkurs mit Auszeichnung absolviert hatte, war er Landgerichtsassessor am Landgericht Forchheim (1809), am Landgericht Gunzenhausen (1818) und am Landgericht Monheim. 1820 wurde er Kreis- und Stadtgerichtsrat in Ansbach, 1823 Landrichter am Landgericht Dinkelsbühl und Stadtkommissar in Dinkelsbühl. 1833 wurde er als Regierungsrat in die kgl. bayerische Kammer des Inneren im Rezatkreis berufen. Als 1841 Regierungsdirektor wechselte er 1841 von Ansbach nach Augsburg zur Regierung von Schwaben (Bayern). Am 8. März 1849 zum Staatsminister des Inneren München berufen, ersuchte er drei Monate später um seinen Abschied. Als  Staatsrat blieb er im ordentlichen Dienst.

## Ehrungen
- Orden vom Heiligen Michael (Bayern-Kurköln) (1840)
- Verdienstorden der Bayerischen Krone (1846)